# Marie-Ève Sténuit
Pour les articles homonymes, voir Sténuit.
Marie-Ève Sténuit, née le 15 mars 1955 à Uccle, est une écrivaine belge de langue française. Elle est la fille de l'archéologue sous-marin Robert Sténuit.

## Biographie
Marie-Ève Sténuit est historienne de l’art et archéologue. Elle pratique l'archéologie sous-marine, et participe à des fouilles terrestres au Proche-Orient. Elle partage son temps entre la Belgique et l'Indonésie. 

## Œuvres
- Les Frères Y, Bordeaux/ Paris, France, Éditions Le Castor Astral, coll. « Escales du Nord », 2005, 222 p.  (ISBN 2-85920-612-4)

- Prix littéraire du Parlement de la Fédération Wallonie-Bruxelles 2008
- La Veuve du gouverneur, Bordeaux/ Paris, France, Éditions Le Castor Astral, coll. « Escales des lettres », 2006, 298 p.  (ISBN 978-2-85920-694-9)[2]
- Le Bataillon des bronzes, dessins de Chris De Becker, Bordeaux/ Paris, France, Éditions Le Castor Astral, coll. « Escales des lettres », 2007, 148 p.  (ISBN 978-2-85920-737-3)[3]
- Un éclat de vie, Bordeaux/ Paris, France, Éditions Le Castor Astral, coll. « Escales des lettres », 2011, 83 p.  (ISBN 978-2-85920-874-5)
- Le Tombeau du guerrier, Paris, Serge Safran éditeur, 2012, 188 p.  (ISBN 979-10-90175-03-7)[4]
- Les Frères Y, suivi de Les Véritables Frères Y, Bordeaux/ Paris, France, Éditions Le Castor Astral, coll. « Escales du Nord », 2015, 304 p.  (ISBN 978-2-85920-952-0)
- Femmes pirates. Les Écumeuses des mers, Paris, Éditions du Trésor, 2015, 185 p.  (ISBN 979-10-91534-15-4)[5]
- Une femme à la mer ! Aventures de femmes naufragées, Paris, Éditions du Trésor, 2017, 224 p.  (ISBN 979-10-91534-28-4)
- Femmes en armes - Les guerrières de l'Histoire, Paris, Éditions du Trésor, 2019, 186 p.  (ISBN 979-10-91534-44-4)
- Pionnières du risque - Histoires de femmes intrépides, Paris, Éditions du Trésor, 2021, 180p.  (ISBN 979-10-91534-58-1)
- Faux trésors et impostures - Fraudes, mystifications et escroqueries scientifiques, Paris, Éditions du Trésor, 2022, 208p.  (ISBN 979-10-91534-74-1)